# San Fernando, Bukidnon
San Fernando là một đô thị hạng 2 ở tỉnh Bukidnon, Philippines. Theo điều tra dân số năm 2000, đô thị này có dân số 40.165 người trong 8,112 hộ.

## Các đơn vị hành chính
San Fernando được chia thành 24 barangay.
| - Bonacao - Cabuling - Kawayan - Cayaga - Dao - Durian - Iglugsad - Kalagangan - Kibongcog - Little Baguio - Nacabuklad - Namnam | - Palacpacan - Halapitan (Pob.) - San Jose - Santo Domingo - Tugop - Matupe - Bulalang - Candelaria - Mabuhay (Kalagutay) - Magkalungay - Malayanan - Sacramento Valley |